# 特拉文山
47°36′13″N 14°0′52″E / 47.60361°N 14.01444°E

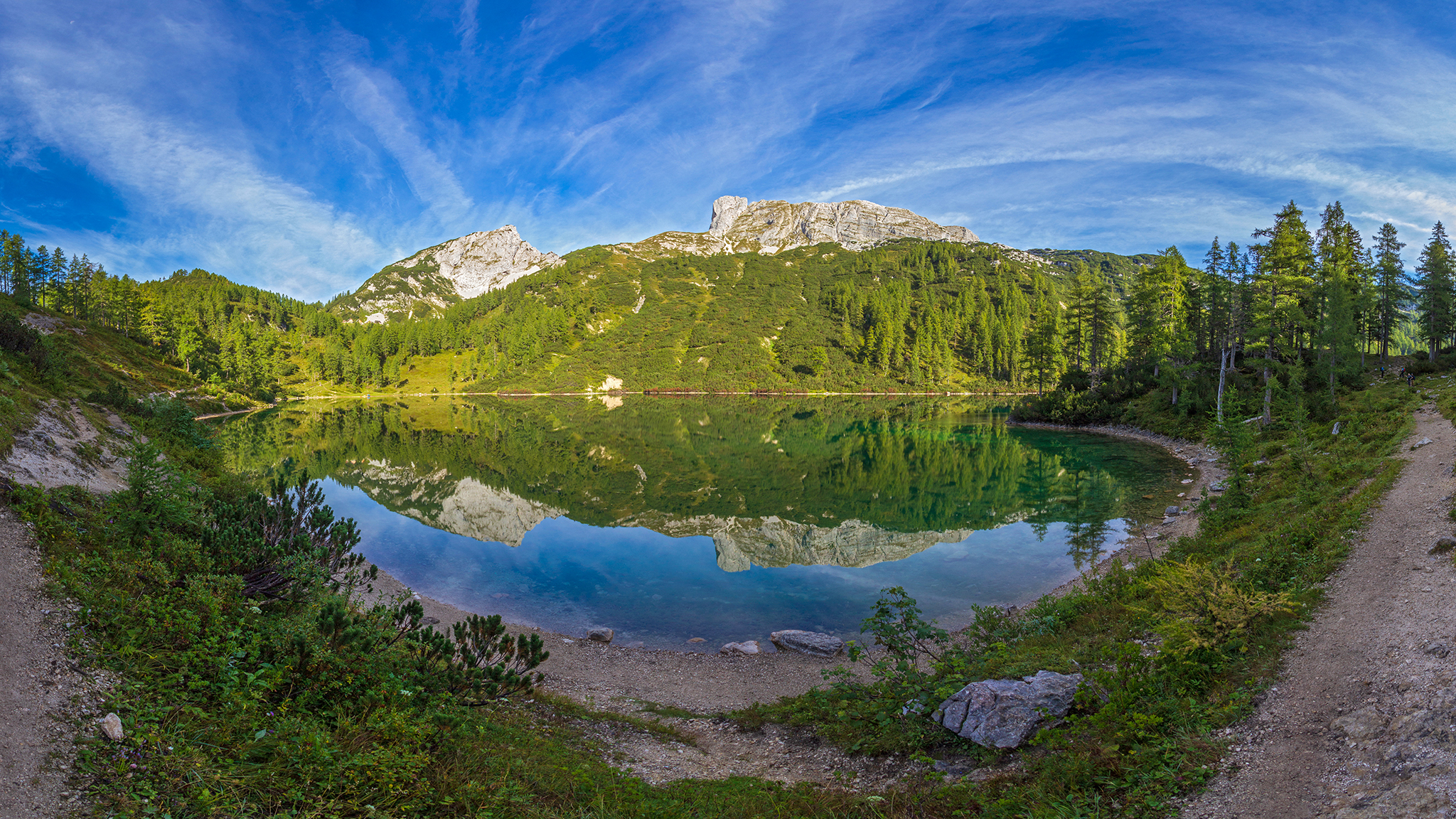

特拉文山（德語：Traweng），是奧地利的山峰，位於該國東南部，由施泰爾馬克州負責管轄，屬於普里爾山脈的一部分，距離施圖爾茨哈恩山0.7公里，海拔高度1,981米，每年平均降雨量1,578毫米。